# Anax imperator
La libellula imperatore o imperatore comune (Anax imperator Leach, 1815) è una libellula della famiglia Aeshnidae.

## Descrizione

### Adulto

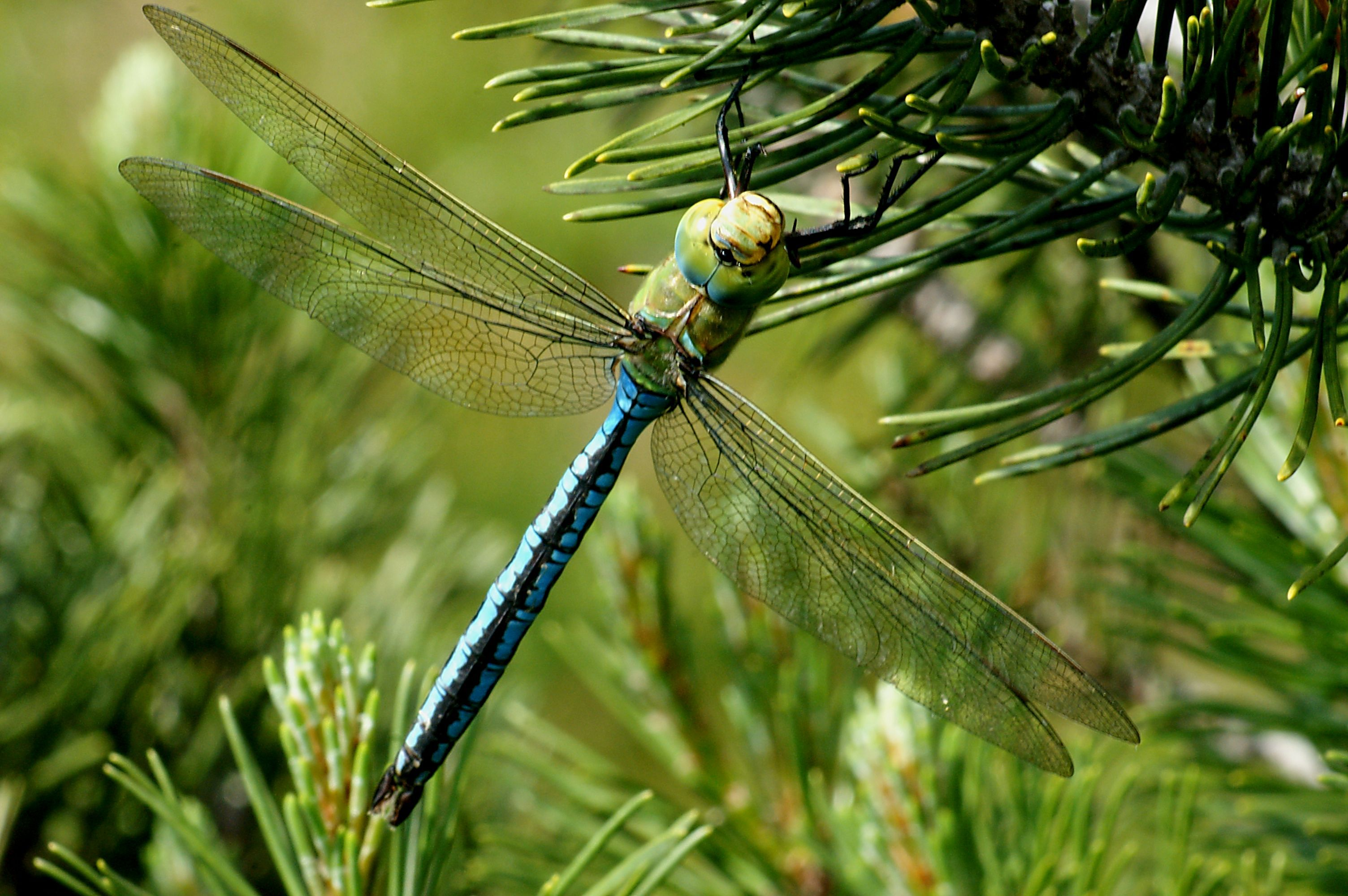
Maschio adulto

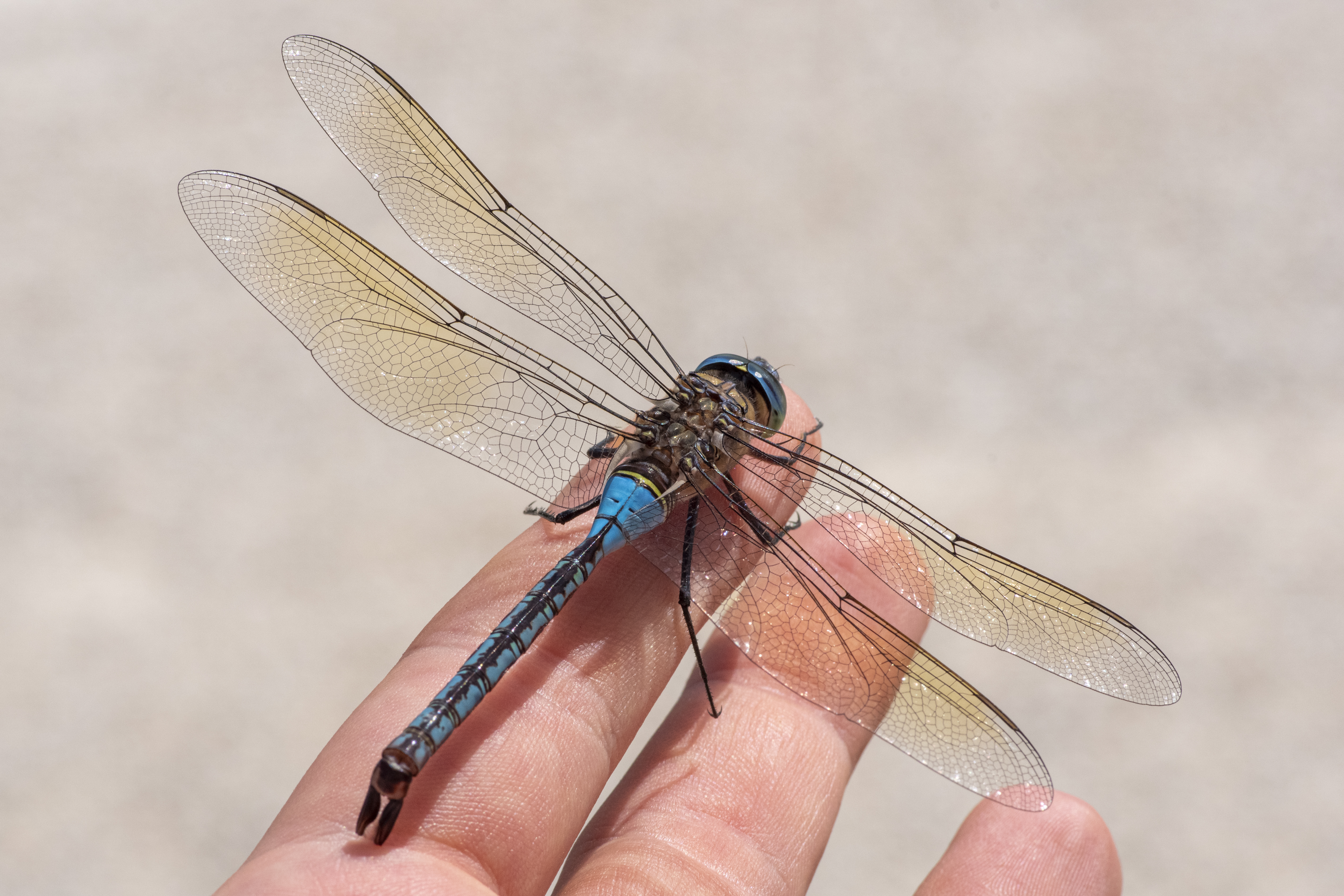
Libellula imperatore adulta

Con una lunghezza di 66–84 mm può essere considerata la più grande libellula europea.

### Larva

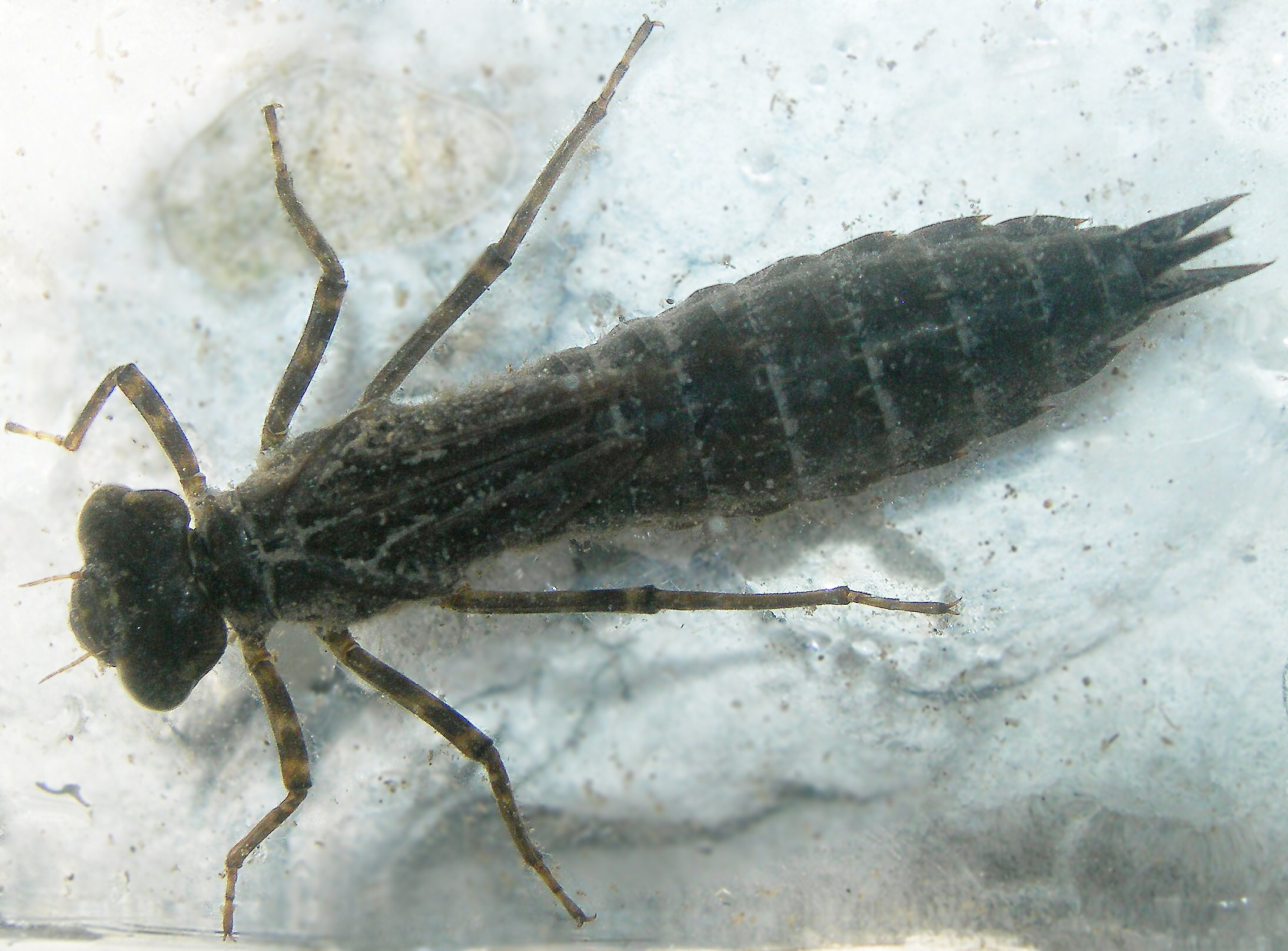
Larva
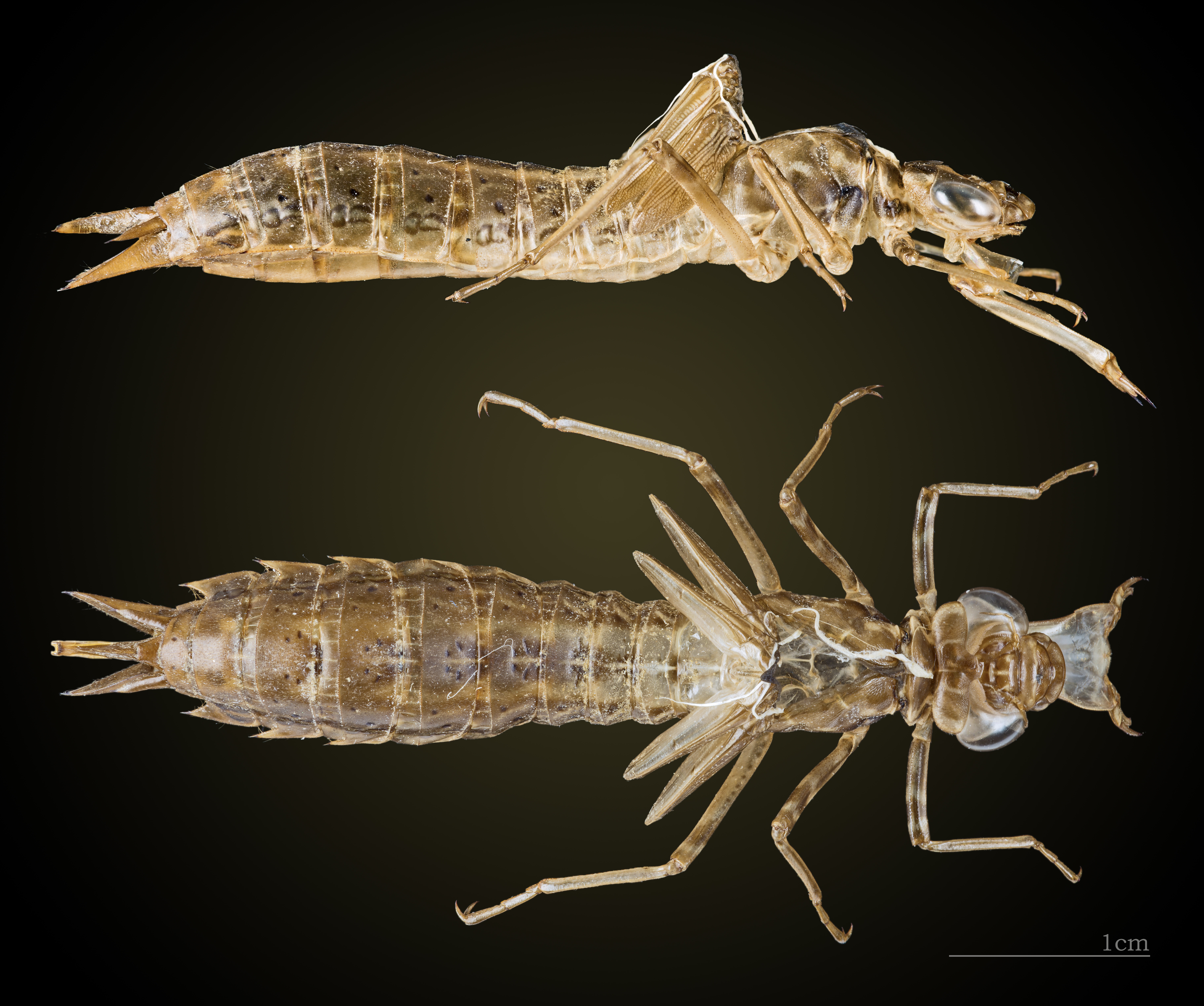
Exuvia

## Biologia

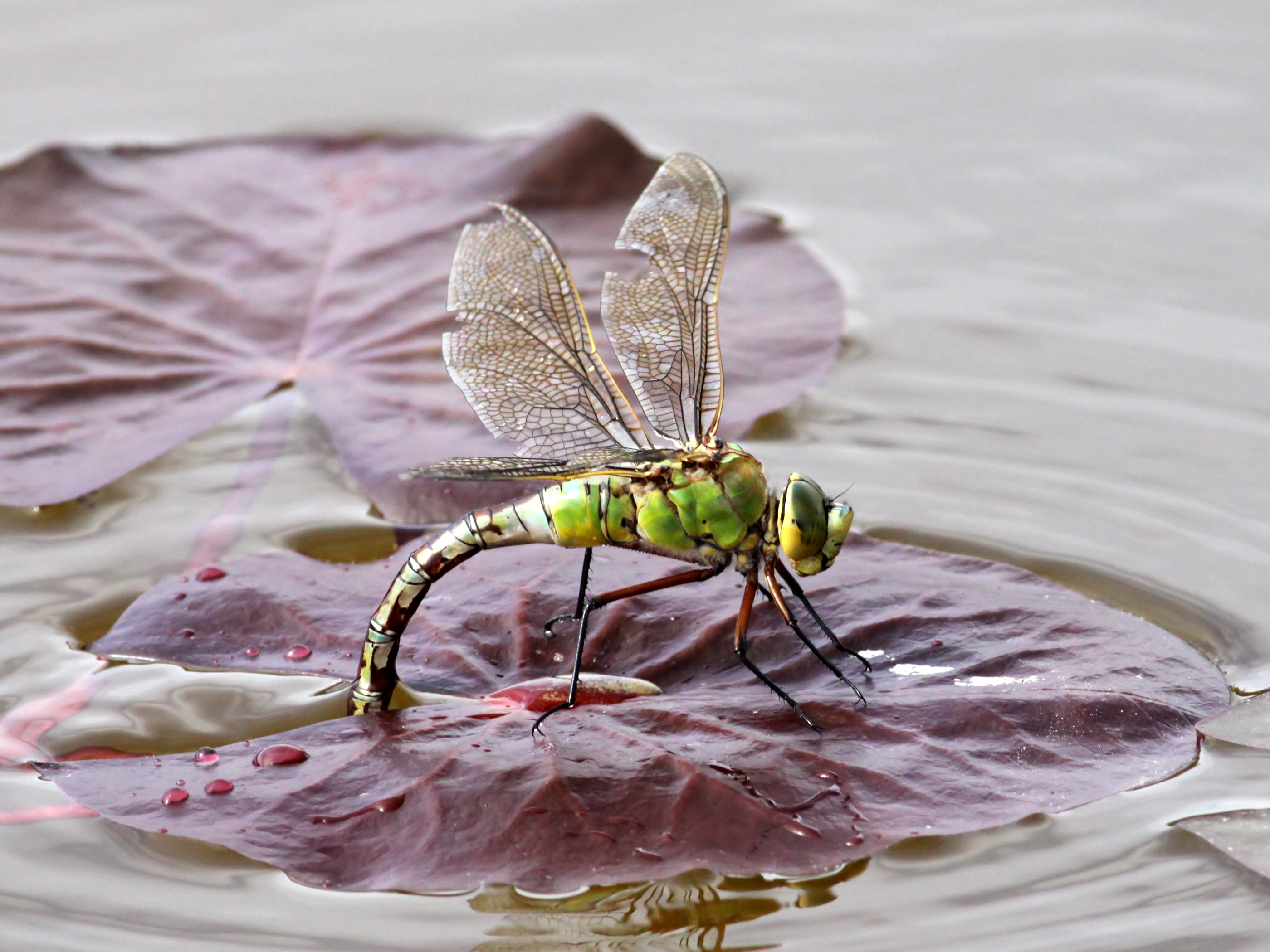
Femmina durante l'ovodeposizione

## Distribuzione e habitat
Questa specie ha un ampio areale che si estende dall'Europa e dal Nordafrica sino all'Asia centrale.